# Maple Falls
Maple Falls – jednostka osadnicza w Stanach Zjednoczonych, w stanie Waszyngton, w hrabstwie Whatcom.